# Кагарлицький районний державний історико-краєзнавчий музей
Кагарлицький районний державний історико-краєзнавчий музей — районний державний історико-краєзнавчий музей у місті Кагарлику, зібрання матеріалів і предметів з історії, побуту та культури Кагарличчини.

## Загальні дані
Музей розташований в історичному будиночку в центрі Кагарлика за адресою:
вул. Кооперативна, буд. 2, м. Кагарлик (Київська область), Україна.
Вважається, що невеликий дім, у якому міститься музей, є історичним і налічує понад 200-літню історію — так, начебто, його поява як готелю датується кінцем XVIII століття і тут буцімто зупинялися фрейлини російської імператриці Катерини II, згодом тут діяла поштова станція.
Директор музею — Ткаченко Любов Петрівна.

## З історії та сьогодення музею
Краєзнавчий музей у Кагарлику починався як заклад на громадських засадах, і був створений у 1974 році. Серед групи засновників та осіб, які доклалися до створення й становлення музейного закладу, була й теперішня багаторічна директорка музею Любов Петрівна Ткаченко. Вона ж поповнює фонди музею, в тому числі і завдяки експедиціям до сіл Кагарличчини. Вона ж змогла зробити з музею методичний осередок для створення краєзнавчих та меморіальних місць у інших місцях району — районний музей має нині (2010) близько 10 відгалужень-сільських філіалів:
- музей «Пам'ять», с. Слобода, пл. Слави, 77;
- музей «Берегиня», с. Стайки, вул. Київська;
- Гребенівський сільський музей, с. Гребені, вул. Київська, 22;
- музей ім. К. Д. Трохименка, с. Сущани, вул. Шкільна, 1;
- Зеленоярський сільський музей, с. Зелений Яр, вул. Центральна, 1;
- Мирівський сільський музей, с. Мирівка, вул. Гагаріна;
- Буртівський сільський музей, с. Бурти, вул. Леніна, 3б;
- Великопріцьківський сільський історико-краєзнавчий музей, с.Великі Пріцьки[3]

Станом на кінець 2000-х років приміщення районного музею перебуває у напіваварійному стані, та й розмістити багате музейне зібрання воно здатне лише фрагментарно. Відтак, існують плани з переїзду частини експозиції в інше приміщення.

## Фонди та експозиція
Фонди Кагарлицького районного державного історико-краєзнавчого музею нараховують близько 33 тисяч одиниць зберігання. Через обмежені можливості експозиційних площ лише півтори тисячі предметів музейного зібрання знайшли своє місце в приміщенні закладу.

У залі II Світової війни

Нині (травень 2010 року) у 5 залах Кагарлицького музею розгорнуто експозиції:
- перша зала присвячена природним багатствам Кагарличчини, тут представлені картини з пейзажами місцевих краєвидів переважно місцевих же художників;
- у другій залі (одній з найбільших музейних) створено окремі експозиції, що висвітлюють археологічні розкопки у краї: історичне минуле Кагарличчини, а також виставлена частина етнографічного зібрання;
- третя зала присвячена звитяжним і трагічним подіям перших десятиліть XX століття; окрему частину площі віддано під значну колекцію іграшок — це переважно роботи гуртківців, які вже теж є історією;
- у четвертій залі розгорнуто експозицію, присвячену німецько-радянській війні;
- остання (п'ята) зала висвітлює події повоєнного часу в Кагарлицькому районі та державі в цілому: тут і експозиції, присвячені Афганській війні, Чорнобильській трагедії, і розбудові незалежної України.

## Виноски
1. ↑  Кагарлицький район // Київщина Туристична. Путівник., К.: «Світ успіху», 2009, стор. 263
2. ↑  Кагарлицький район // Київщина Туристична. Путівник., К.: «Світ успіху», 2009, стор. 265
3. ↑  День села Великі Пріцьки. Архів оригіналу за 28 березня 2020. Процитовано 28 березня 2020.